# Pingstförsamlingen Norrahammar-Taberg
Pingstförsamlingen Norrahammar-Taberg bildades 1944 som Filadelfiaförsamlingen Norrahammar-Taberg, och är en pingstförsamling i Norrahammar och Taberg i Sverige. Den bildades 1944 ur Filadelfiaförsamlingen i Jönköping, men grunden hade lagts med diverse möten i Taberg från 1926 och framåt. 2002 såldes Pingstkyrkan i Norrahammar, och man började i stället främst enbart använda Pingstkyrkan i Taberg.

### Fotnoter
1. ↑  ”Historia”. Pingstförsamlingen Norrahammar-Taberg. Arkiverad från originalet den 8 augusti 2014. https://web.archive.org/web/20140808044515/http://www.pingstkyrkantaberg.com/historia.asp. Läst 26 juli 2012.